# Ralf Göthel
Ralf Göthel, est un biathlète est-allemand.

## Biographie
En 1981 et 1982, il remporte à chaque fois les titres du sprint et du relais aux Championnats du monde junior. En 1982, il fait ses débuts par ailleurs en Coupe du monde à Egg am Etzl. C'est toujours en Suisse, à Pontresina qu'il obtient son seul podium individuel, avec une troisième place sur le sprint deux ans plus tard. En 1985, il prend part aux Championnats du monde pour la seule fois de sa carrière, s'y classant quatrième de l'individuel et prenant la médaille d'argent au relais avec André Sehmisch, Matthias Jacob et Frank-Peter Rötsch.
Il est sélectionné avec l'équipe nationale jusqu'en 1987.

## Palmarès

### Championnats du monde
| Épreuve    | 1985 à Ruhpolding |
| ---------- | ----------------- |
| Individuel | 4e                |
| Sprint     | -                 |
| Relais     | Argent            |

### Coupe du monde
- Meilleur classement général : 5e en 1984.
- 1 podium individuel : 1 troisième place.
- 5 podiums en relais.